# Gamaselliphis lawrencei
Gamaselliphis lawrencei är en spindeldjursart som först beskrevs av Ryke 1961.  Gamaselliphis lawrencei ingår i släktet Gamaselliphis och familjen Ologamasidae. Inga underarter finns listade i Catalogue of Life.